# M.I.T.: Murder Investigation Team
MIT: Murder Investigation Team is een Engelse politieserie, door ITV van 2003 tot en met 2005 geproduceerd. De serie is gebaseerd op politieonderzoek in de regio Londen, Engeland door het Murder Investigation Team. Elke aflevering volgt het moordonderzoek vanaf de ontdekking van een lijk tot de oplossing van het moordmysterie.  
Het onderzoek is in handen van Detective Commander Rosie Mac Manus (een rol van Lindsey Coulson), Detective Sergeant Barry Purvis (Richard Hope) en Detective Sergeant Trevor Hands (Michael McKell).
Er zijn in totaal 12 afleveringen geproduceerd.
- Moving Targets
- Daddy's Little Girl
- Rubbish
- Reading, Writing and Gangbanging
- Red Heads
- Lambs to the Slaughter
- Models and Millionaires
- The Bigger the Lie
- 2005 Episode 1
- 2005 Episode 2
- 2005 Episode 3
- 2005 Episode 4